# Точкова оцінка
Точкова оцінка у математичній статистиці — це число, що обчислюється на основі вибірки, імовірно близьке оцінюваному параметру популяції.

## Визначення
Нехай {\displaystyle X_{1},\ldots ,X_{n},\ldots } — випадкова вибірка з розподілу, що залежить від параметра {\displaystyle \theta \in \Theta }. Тоді статистику {\displaystyle {\hat {\theta }}(X_{1},\ldots ,X_{n})}, що набуває значення в {\displaystyle \displaystyle \Theta }, називають точковою оцінкою параметра {\displaystyle \theta }.

## Властивості точкових оцінок
- Оцінка {\displaystyle {\hat {\theta }}={\hat {\theta }}(X)} називається незміщеною, якщо її математичне сподівання дорівнює параметру генеральної сукупності, що оцінюється:

{\displaystyle \mathbb {E} _{\theta }\left[{\hat {\theta }}\right]=\theta ,\quad \forall \theta \in \Theta },
де {\displaystyle \mathbb {E} _{\theta }} позначає математичне сподівання за припущення, що {\displaystyle \theta } — істинне значення параметра (розподілу вибірки {\displaystyle X}).
- Оцінка {\displaystyle {\hat {\theta }}} називається ефективною, якщо вона має мінімальну дисперсію серед всіх можливих незміщених точкових оцінок.
- Оцінка {\displaystyle {\hat {\theta }}_{n}={\hat {\theta }}_{n}(X_{1},\dots ,X_{n})} називається конзистентною, якщо вона за ймовірністю зі збільшенням обсягу вибірки {\displaystyle n} прямує до параметра генеральної сукупності: {\displaystyle \forall \theta \in \Theta },

{\displaystyle {\hat {\theta }}_{n}\to \theta } за ймовірністю при {\displaystyle n\to \infty }.
- Оцінка {\displaystyle {\hat {\theta }}_{n}} називається строго конзистентною, якщо {\displaystyle \forall \theta \in \Theta },

{\displaystyle {\hat {\theta }}_{n}\to \theta } майже напевне при {\displaystyle n\to \infty }.